# مسابقة الأغنية الأوروبية 1985
مسابقة الأغنية الأوروبية 1985 هي النسخة ال30 من مسابقة الأغنية الأوروبية، أقيمت في مدينة غوتنبرغ، السويد. شاركت 19 دولة في المسابقة وحصلت النرويج على المركز الأول بأغنية La det swinge.

## روابط خارجية
- الموقع الرسمي